# Ehrentraud Bayer
Ehrentraud Bayer (1953) es una botánica y exploradora alemana, líder de recolecciones y jefa del Jardín botánico de la Universidad de Múnich y asociada a las relaciones públicas del jardín.
Se ha desempeñado en biosistemática de Alstroemeriaceae, el género Dioscorea de Chile, Conanthera y algunos otros representantes de la flora de Chile.

## Algunas publicaciones
- 2007. Die wichtigsten Nutzpflanzen Mitteleuropas: Bedeutungswandel und Verschiebung des Artenspektrums seit dem Hochmittelalter. In: Rundgespräche der Kommission für Ökologie, "Natur und Mensch in Mitteleuropa im letzten Jahrtausend", 32: 99-124
- 2007. Der Botanische Garten in München: Ort der Bildung, Wissenschaft und Forschung, Stätte der Schönheit und Erholung. Museum Aktuell 136: 40-44
- 2006. Bedeutende und interessante Nutzpflanzen aus der Familie der Gräser. In: Rundgespräche der Kommission für Ökologie, "Gräser und Grasland", 31: 59-78
- Morawetz, W, J Grau, E Bayer. (eds.) 2001. Epiphyten - Pflanzenvielfalt in den Baumkronen. Publikation des Fördervereins des Botanischen Gartens Leipzig und des Botanischen Gartens München-Nymphenburg mit Unterstützung der Gesellschaft der Freunde des Botanischen Gartens München e.V.
- 1998. Alstroemeriaceae. In: K. Kubitzki (ed.) 1988: The Families and Genera of Vascular Plants III, 79-82
- 1998. Present State, Role and Perspective of The Munich Botanical Garden, Germany. Museol. Sci., 14(1), Suppl.: 459-461
- 1998. Taltalia - eine neue Gattung in der Familie der Alstroemeriaceae. - Sendtnera 5: 5-14
- 1997. "Es war eine sinnberauschende, sinnverwirrende Ueppigkeit an Pflanzen, die uns umgab." In: Bußmann, H. & Neukum-Fichtner, E. (eds.) 1997: "Ich bleibe ein Wesen eigener Art." - Prinzessin Therese von Bayern. - Ludwig-Maximilians-Universität München, 82-89
- ----, G López González. 1996. Una especie olvidada de Thapsia L. (Umbelliferae): Th. minor Hofmanns. & Link. Anales Jard. Bot. Madrid 54: 265-272
- Grau, J, E Bayer. 1994. Loasa nitida Desr. (neu für Chile). Sendtnera 2: 431-437
- ----, G López González. 1994. Observaciones sobre el género Deschampsia P. Beauv. (Gramineae) en la Península Ibérica. Anales Jard. Bot. Madrid 52 (1): 53-65
- 1993. Erica L. (Ericaceae). In: Castroviejo, S. et al. (eds.) 1993: Flora Ibérica IV: 485-506, Madrid
- 1993. El desarrollo histórico de la botánica en la Argentina: Influencia y aportes alemanes en el pasado y en la actualidad. Actas del Simposio Influencias Científicas Alemanes en la Argentina. - Embajada de la República Federal de Alemania
- ----, G López González. 1991. The Plants called "Gagea nevadensis" in the Iberian Peninsula. Bot. Chron. Patras. 10: 845-852
- Grau, J, E Bayer. 1991. Zur systematischen Stellung der Gattung Traubia Moldenke (Amaryllidaceae). Mitt. Bot. Staatssamml. München 30: 479-484
- ----, G López González. 1991. Centaurium barrelieroides Pau y C. rigualii Esteve (Gentianaceae). Dos endemismos mediterráneos de área muy limitada? Anales Jard. Bot. Madrid 49 (1): 57-65
- Grau, J, E Bayer, G López González. 1989. Ein neuer Hahnenfuß der Sektion Ranunculastrum aus Zentralspanien. - Mitt. Bot. Staatssamml. München 28: 569-573
- ----, G López González. 1989. Nomenclatural Notes on some Names in Gagea Salisb. (Liliaceae). - Taxon 38 (4): 643-645
- 1988. Beitrag zur Cytologie der Alstroemeriaceae. Mitt. Bot. Staatssamml. München 27: 1-6
- ----, G López González. 1988. El género Gagea Salisb. en la flora española ochenta y dos años después de la monografía de Terraciano. Monografías del Instituto Pirenaico de Ecología, Jaca 4: 121-125
- ----, G López González. 1988. El género Ziziphora L. (Labiatae) en el Mediterráneo occidental y sus relaciones con Acinos Miller. Parentesco o convergencia? Lagascalia 15 (Extra): 49-64
- López González, G, E Bayer. 1988. El género Ziziphora L. (Labiatae) en el Mediterráneo occidental. Acta Bot. Malacitana 13: 151-162
- ----, G López González. 1988. Sobre la presencia de Gagea wilczekii Br.-Bl. & Maire - un supuesto endemismo del Atlas en la Península Ibérica. - Anales Jard. Bot. Madrid 45 (1): 181-187
- 1987. Die Gattung Alstroemeria in Chile. Mitt. Bot. Staatssamml. München 24: 1-362
- 1986. Die Gattung Alstroemeria in Chile. Diss. Univ. München
- Grau, J, E Bayer. 1984. Die weißblühenden Arten der Gattung Calceolaria in Chile. Mitt. Bot. Staatssamml. München 20: 41-49
- 1983. Die Knospengestalt als charakteristisches Merkmal von Alstroemeria haemantha Ruiz et Pavon. Mitt. Bot. Staatssamml. München 19: 343-350
- Grau, J, E Bayer. 1982. Zwei unbekannte Alstroemerien aus Chile. Mitt. Bot. Staatssamml. München 18: 219-230
- 1981. Revision der Gattung Chrysocoma L. (Asteraceae-Astereae). Mitt. Bot. Staatssamml. München 17: 259-392

- La abreviatura «Ehr.Bayer» se emplea para indicar a Ehrentraud Bayer como autoridad en la descripción y clasificación científica de los vegetales.[1]